# حسین‌لی
حسین‌لی (به لاتین: Hüseynli) یک منطقه مسکونی در جمهوری آذربایجان است که در شهرستان ترتر واقع شده است. حسین‌لی ۲۰۹۳ نفر جمعیت دارد.